# Nemíž
Nemíž je osada v okrese Benešov, od počátku roku 2009 součást obce Tehov. Ve vzdálenosti 6 km jihozápadně leží město Vlašim, 18 km západně město Benešov, 33 km severovýchodně město Kutná Hora a 34 km severozápadně město Říčany. Na území osady je přírodní památka – lokalita Na ostrově o rozloze 5,60 ha. Důvodem ochrany je hojný výskyt jalovce obecného a dalších vzácnějších bylin a živočichů.

## Historie
První písemná zmínka o obci pochází z roku 1471.
V 19. století byla osadou obce Ctiboř pod názvy Němče (při sčítáních lidu roku 1869 a 1880) a Němiž (1890). Od konce 19. století do roku 1985 byla samostatnou obcí (v okresech Benešov nebo Vlašim), poté od 1. ledna 1986 do 23. listopadu 1990 částí Vlašimi, od 24. listopadu 1990 do 31. prosince 2008 samostatnou obcí v okrese Benešov. Obec byla součástí Mikroregionu Podblanicko. Na počátku roku 2009 se na základě dohody se sousední obcí Tehov obce sloučily.
Vývoj počtu obyvatel (kvůli častému začleňování do jiných obcí) je těžké sledovat. Podle OSN měla obec (pod názvem Nemíž i Němčí) v roce 1890 33 domů a 177 (českých) obyvatel, podle webu obce měla Nemíž v roce 1910 171 obyvatel a od té doby měl počet obyvatel neustále klesající tendenci; k největšímu poklesu počtu obyvatel došlo po druhé světové válce po založení místního JZD, kdy většina mladých odešla pracovat do průmyslu a odstěhovala se do měst.

## Další fotografie

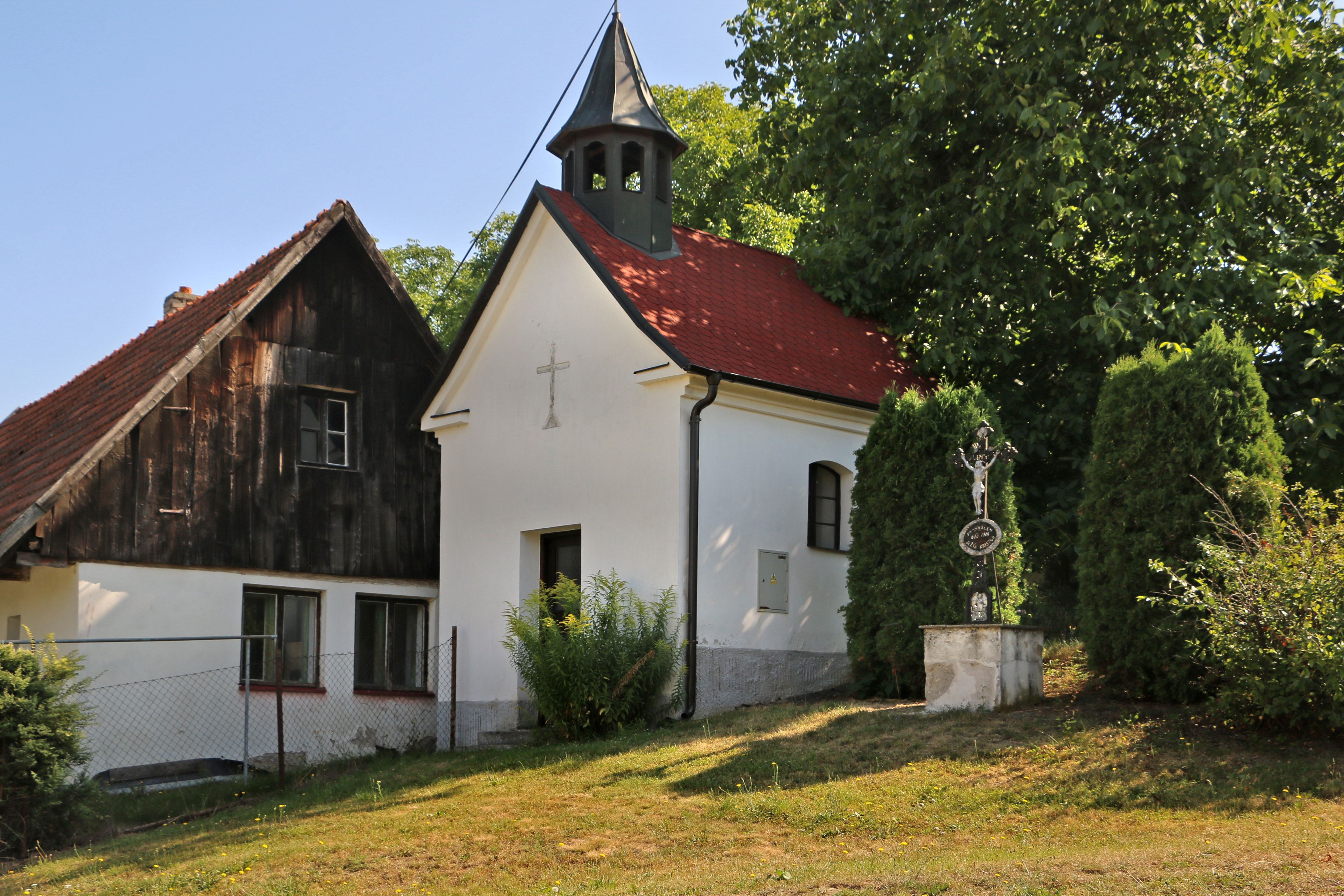
Kaple na návsi
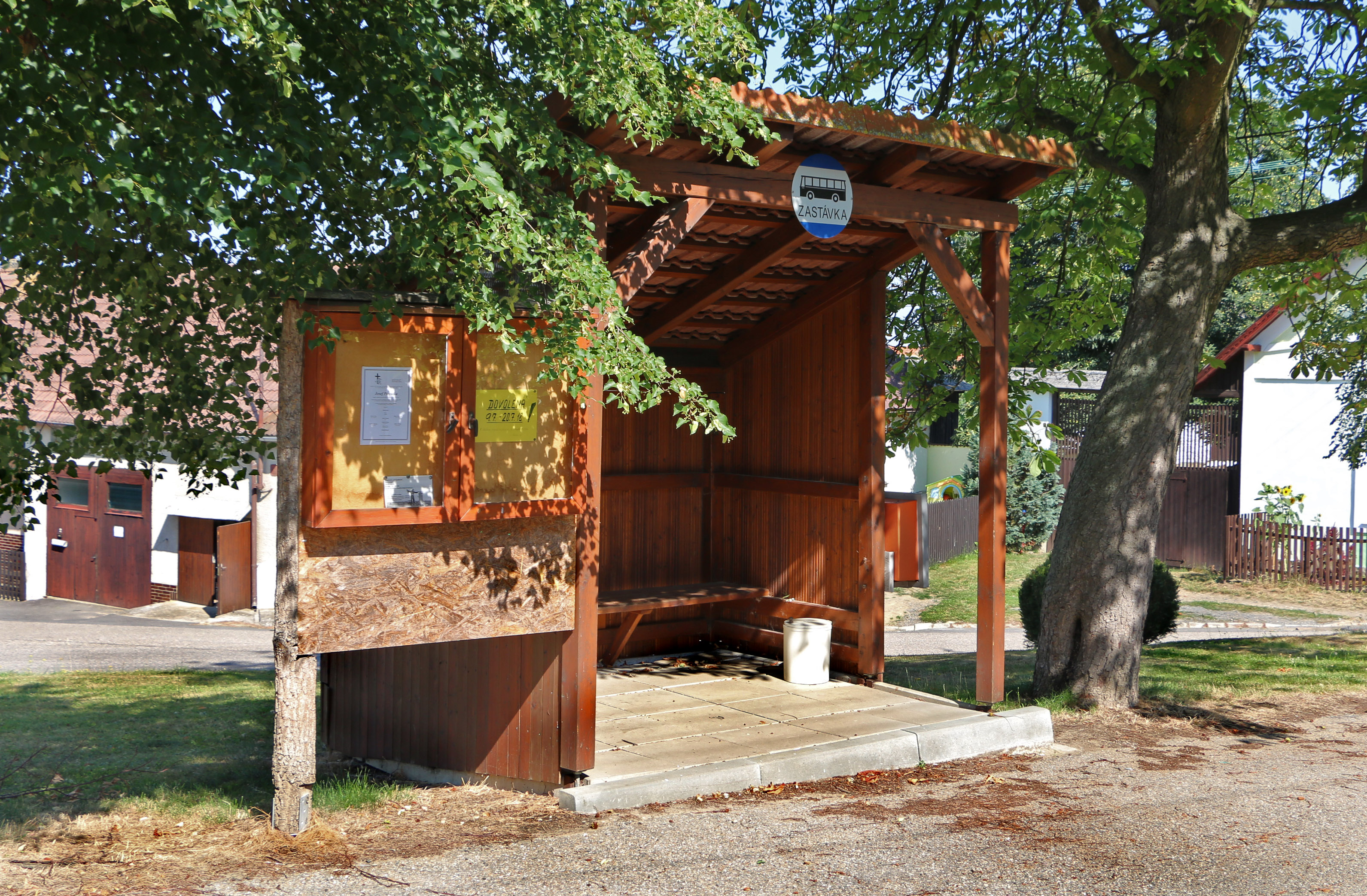
Autobusová zastávka
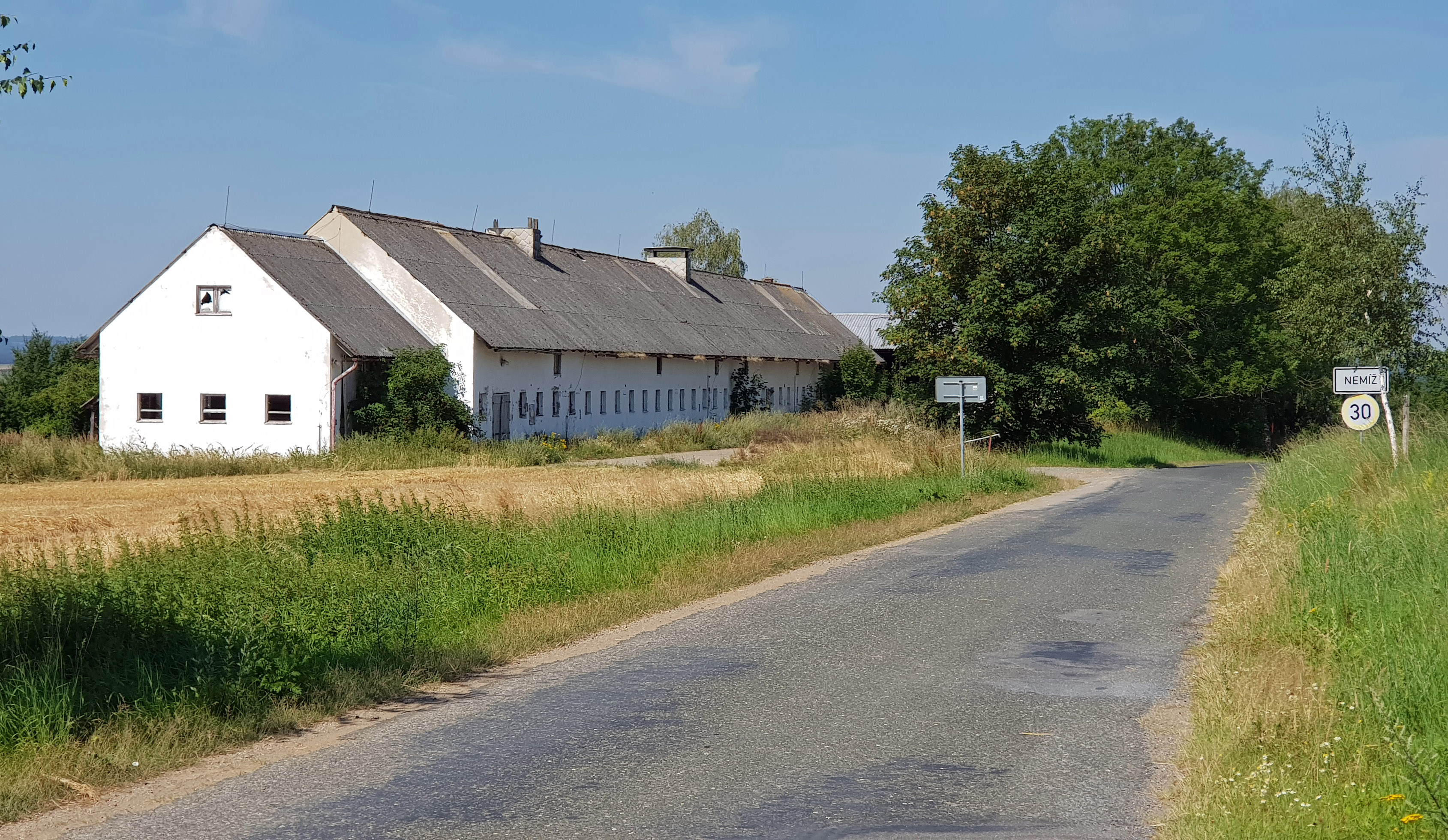
Příjezd k vesnici od východu